# Ramin Djawadi
Ramin Djawadi (tiếng Ba Tư: رامین جوادی; sinh ngày 19 tháng 7 năm 1974) là nam nhạc sĩ kiêm nhà soạn nhạc người Đức gốc Iran. Cho đến nay, anh được nhiều người biết đến nhiều nhất với phần nhạc phim soạn cho bộ phim truyền hình Trò chơi vương quyền nổi tiếng của HBO. Ngoài ra anh cũng được biết đến với các tác phẩm cho các bộ phim như Tử chiến trường thành, Vành đai Thái Bình Dương, Warcraft và phần nhạc phim được đề cử Grammy cho bộ phim Người Sắt năm 2008 của Marvel, và các series phim truyền hình bao gồm Vượt ngục, Person of Interest, và Thế giới miền tây.

## Cuộc đời và sự nghiệp

### Sự nghiệp ban đầu
Ông sinh ra tại Duisburg, Tây Đức, với cha là người Iran và mẹ là người Đức. Sau khi tốt nghiệp loại ưu tại trường Cao đẳng âm nhạc Berklee năm 1998, Djawadi đã thu hút được sự chú ý của Hans Zimmer, người đã tuyển dụng anh về công ty Remote Control Productions. Djawadi chuyển đến Los Angeles và làm trợ lý cho Klaus Badelt.

### Những năm 2000
Sau đó ông bắt đầu tách ra hoạt động độc lập, hợp tác với The RZA trong bộ phim Blade: Trinity của đạo diễn David S. Goyer. Đây là khởi đầu cho mối quan hệ của ông với Goyer cho cả phim và phim truyền hình. Djawadi đã viết nhạc cho bộ phim kinh dị The Unborn của Goyer, sản xuất bởi Michael Bay. Ông tiếp tục hợp tác với Goyer trong phim truyền hình FlashForward và giành được đề cử Emmy thứ hai của mình. Djawadi cũng soạn bản nhạc nền chính được đề cử Emmy cho bộ phim Vượt ngục, và nhạc nền cho bộ phim liên quan Breakout Kings. Phần nhạc cho bộ phim Ông Brooks mang về cho ông một đề cử "Khám phá của năm" tại Giải thưởng Nhạc phim thế giới. Các tác phẩm khác của ông bao gồm nhạc phim cho Deception và Người Sắt.
Djawadi làm nhạc cho dự án hoạt hình đầu tiên của Sony - Open Season. Ngoài ra còn có nhạc cho phim hoạt hình khác là The Chubbchubbs Save Xmas. Những tác phẩm này của Djawadi đã thu hút những nhà làm phim tại nWave, nơi làm ra một trong những bộ phim hoạt hình 3D đầu tiên, Fly Me to the Moon.

### Năm 2010
Djawadi hoàn thành nhạc cho Cuộc chiến giữa các vị thần  năm 2010. Djawadi cũng làm nhạc cho trò chơi điện tử năm 2010 Medal of Honor phim tâm lý tội phạm của CBS Person of Interest. Ông cũng làm tiếng động cho bộ phim ma cà rồng The Strain, đạo diễn bởi Guillermo del Toro, đạo diễn của phim Vành đai Thái Bình Dương.
Năm 2011, Djawadi đã được chọn để sáng tác phần nhạc cho series phim Game of Thrones của HBO. Các tác phẩm của ông cho bộ phim đã giành được nhiều giải thưởng.
Vào năm 2016 Djawadi sáng tác nhạc cho phim Warcraft và series phim khoa học viễn tưởng Thế giới miền Tây.
Djawadi cũng làm nhạc cho bộ phim Tử chiến tường thành

## Đời tư
Djawadi kết hôn với Jennifer Hawks, một cố vấn âm nhạc trong ngành công nghiệp phim. Theo Djawadi, ông có một chứng rối loạn cảm giác được biết đến với tên Cảm giác kèm, nhờ đó ông có thể "liên kết màu sắc với âm nhạc, hay âm nhạc với màu sắc", và nó cho phép ông hình dung âm nhạc.

## Sự nghiệp và giải thưởng
Djawadi đã sáng tác và sản xuất hơn một trăm bản nhạc phim cho cả phim và phim truyền hình. Ông được biết tới nhiều nhất với phần nhạc cho loạt phim truyền hình của HBO, Game of Thrones, cùng với các phim truyền hình như Vượt ngục, Person of Interest hay Thế giới miền Tây. Ông cũng được biết đến với các bộ phim như Vành đai Thái Bình Dương, Người Sắt, Warcraft: Đại chiến hai thế giới.

## Lưu diễn
- Buổi hòa nhạc Game of Thrones (Game of Thrones Live Concert Experience) (2017)

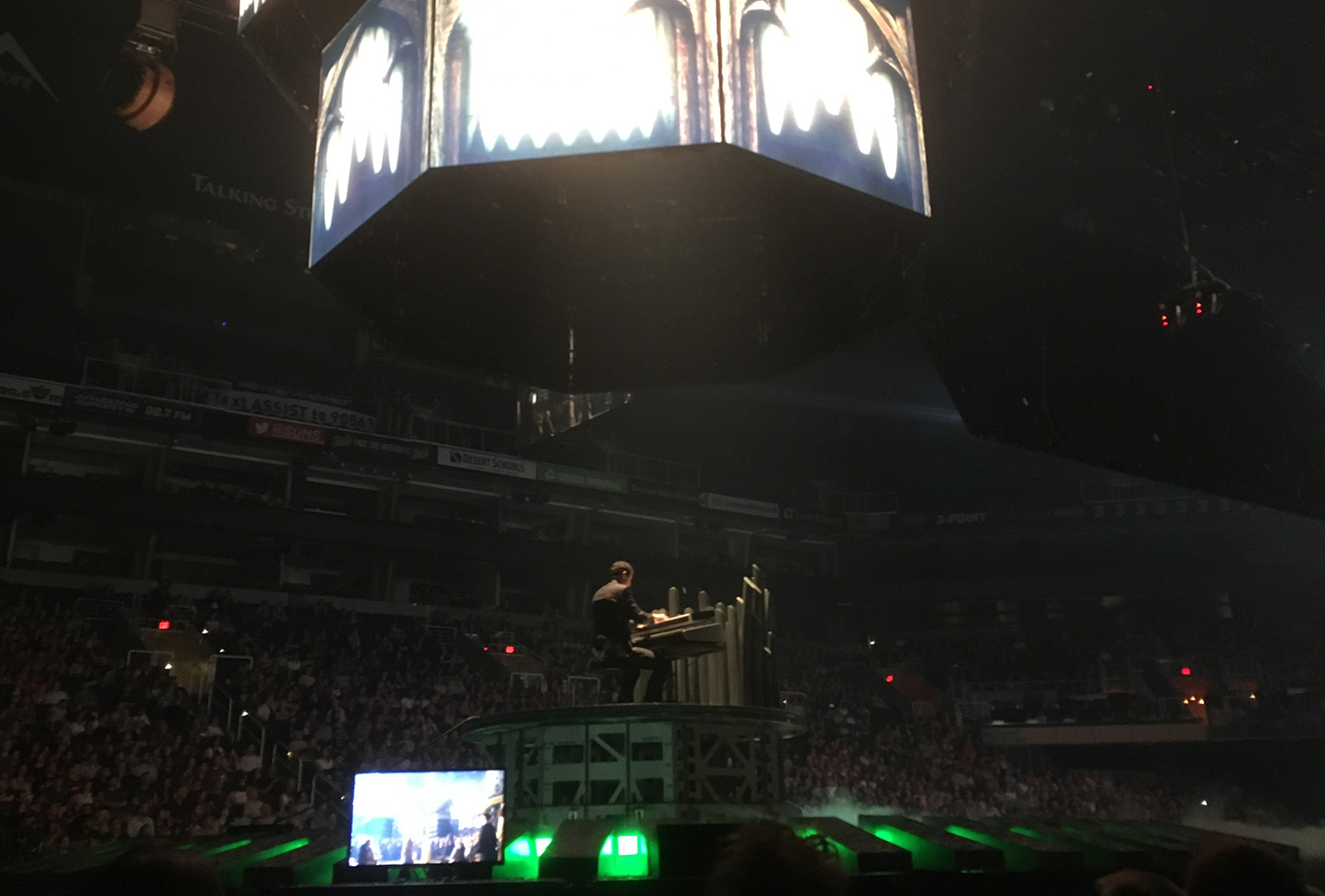
Djawadi biểu diễn "Light of the Seven" tại buổi hòa nhạc Game of Thrones Live Concert Experience.